# Microiulus graciliventris
Microiulus graciliventris är en mångfotingart som först beskrevs av Karl Wilhelm Verhoeff 1898.  Microiulus graciliventris ingår i släktet Microiulus och familjen kejsardubbelfotingar. Inga underarter finns listade i Catalogue of Life.